# Anna Löwenstein
Anna Lowenstein také Löwenstein (* 1951 Spojené království) je britská esperantistka a spisovatelka. Esperanto se naučila ve 13 letech. v letech 1977-1981 pracovala pro Světový esperantský svaz v Rotterdamu. Pod jménem Anna Brennan založila feministický časopis Sekso kaj egaleco („Pohlaví a rovnost“, 1979–1988) a také byla redaktorkou časopisu "Kontakto" (1983–1986).
Je autorkou dvou historických románů, které se setkaly s významným ohlasem. Román The Stone City („Kamenné město“) o osudech keltské zajatkyně ve starověkém Římě nejdříve publikovala v angličtině a v roce 1999 sama přeložila pod názvem "La Ŝtona Urbo" do esperanta. Román vyšel rovněž v překladu do francouzštiny (2010) a maďarštiny (2014). Její druhý román Morto de artisto („Smrt umělce“, 2008), odehrávající se rovněž v antickém Římě za vlády císaře Nerona, vyšel v esperantu. V roce 2006 přeložila do esperanta humoristickou publikaci "Ksenofobia gvidlibro al la italoj" („Xenofobní průvodce (p)o Italech, resp. k Italům“) od Martina Sollyho. Je známa rovněž jako žurnalistka, učitelka a aktivistka v esperantském hnutí. Od roku 2011 je členkou Akademie esperanta.
Se svým manželem Renatem Corsettim, bývalým předsedou Světového esperantského svazu žila od roku 1981 v Itálii. Od roku 2015 žijí ve Spojeném království. Vychovali spolu dvě děti, které jsou rodilými mluvčími esperanta.